# Libra libanesa
La libra libanesa (en árabe: الجنيه اللبناني), (en francés: Livre libanaise) es la moneda oficial del Líbano. Se divide en 100 piastras, sin embargo no se utilizan debido a su escaso valor. Su código ISO 4217 es LBP.

## Historia
Antes de la I Guerra Mundial se utilizó la lira turca, sin embargo tras la caída del Imperio otomano, en 1918 se utilizó la libra egipcia. Tras ganar el control de Siria y el Líbano, los franceses sustituyeron la libra egipcia por una moneda común, la libra siria, que estaba ligada al franco francés con una tasa de cambio de 1 libra = 20 francos. En 1924 el Líbano acuñó sus primeras monedas, y un año más tarde emitiría las primeras series de billetes.
En 1939, la moneda libanesa se separó oficialmente de la libra siria, aunque aún estaba unida al franco francés y mantuvo la intercambiabilidad con la libra siria. En 1941, tras la derrota francesa por parte de la Alemania nazi, la moneda se fijó a la libra esterlina con una tasa de cambio 8,83 libras libanesas = 1 GBP. Después de 1949 se volvió a fijar la paridad con el franco francés.
Tras la guerra civil libanesa, se fijó el cambio de 3 LBP = 1 USD, sin embargo ésta se ha devaluado hasta tal punto que en 2006 1 USD equivalía a 1.500 libras aproximadamente, como consecuencia de la Crisis económica en Líbano se fijo en 15.000 libras por dólar en febrero de 2023. Finalmente en marzo de 2024 se decidió un tipo de cambio más realista al tipo de cambio del mercado negro para quedar en 89.600 libras por dólar.

## Monedas
Las primeras monedas emitidas por el Líbano son de 1924 en denominaciones de 2 y 5 girsh, con la denominación escrita en francés piastres syriennes. Más tarde se eliminó la palabra "syriennes" y se acuñaron denominaciones de ½, 1, 2, 2½, 5, 10, 25 y 50 girsh. Durante la II Guerra Mundial se acuñaron denominaciones de ½, 1 y 2½ girsh.
Tras la guerra, la denominación "girsh" (غرش) se cambió a "qirsh" (قرش). Entre 1952 y 1986 se acuñaron monedas de 1, 2½, 5, 10, 25 y 50 qirsh y 1 libra. Hasta 1996 no se acuñaron nuevas series.
| Denominación | Emisión   | Metal                     | Canto | Diámetro (mm) | Peso (g) | Anverso                                                    | Reverso                                         |
| ------------ | --------- | ------------------------- | ----- | ------------- | -------- | ---------------------------------------------------------- | ----------------------------------------------- |
| 25 libras    | 2002      | Acero revestido en níquel | Liso  | 20,50         | 2,82     | Escudo de armas - جنيه ٢٥ - مصرف لبنان - año de acuñación  | 25 LIVRES - BANQUE DU LIBAN - año de acuñación  |
| 50 libras    | 1995-     | Acero inoxidable          | Liso  | 17,90         | 2,28     | Escudo de armas - جنيه ٥٠ - مصرف لبنان - año de acuñación  | 50 LIVRES - BANQUE DU LIBAN - año de acuñación  |
| 100 libras   | 1995-2002 | Acero revestido en cobre  | Liso  | 23,50         | 4,00     | Escudo de armas - جنيه ١٠٠ - مصرف لبنان - año de acuñación | 100 LIVRES - BANQUE DU LIBAN - año de acuñación |
| 100 libras   | 2003-     | Acero revestido en níquel | Liso  | 22,50         | 4,10     | Escudo de armas - جنيه ١٠٠ - مصرف لبنان - año de acuñación | 100 LIVRES - BANQUE DU LIBAN - año de acuñación |
| 250 libras   | 1995-     | Bronce de aluminio        | Liso  | 23,50         | 5,00     | Escudo de armas - جنيه ٢٥٠ - مصرف لبنان - año de acuñación | 250 LIVRES - BANQUE DU LIBAN - año de acuñación |
| 500 libras   | 1995-     | Acero revestido en Níquel | Liso  | 24,50         | 6,00     | Escudo de armas - جنيه ٥٠٠ - مصرف لبنان - año de acuñación | 250 LIVRES - BANQUE DU LIBAN - año de acuñación |

## Billetes
Los primeros billetes emitidos por el Banco Central de Siria y el Gran Líbano están fechados en 1925. Las denominaciones iban desde los 25 girsh a las 100 libras. En 1939, el nombre del banco cambió a "Banco de Siria y Líbano", año en el que se emitieron los primeros billetes de 250 libras.
Entre 1942 y 1950 el gobierno emitió billetes de 5, 10, 25 y 50 girsh. Después de 1945, el Banco de Siria y Líbano continuó emitiendo billetes para el Líbano pero con la denominación específica de "libras libanesas" para distinguirlos de las series sirias. 
En 1964 el Banco del Líbano se hizo con el control de la impresión de los billetes. Todos los billetes están denominados en libras. En 1978 reapareció otro billete de 250 libras, seguido por otras denominaciones más altas en los años 80 y 90 según la inflación iba cebándose con el país.
| Denominación   | Color predominante | Imagen del anverso | Imagen del reverso |
| -------------- | ------------------ | ------------------ | ------------------ |
| 1000 libras    | Verde              |                    |                    |
| 5000 libras    | Rosa               |                    |                    |
| 10 000 libras  | Amarillo           |                    |                    |
| 20 000 libras  | Marrón             |                    |                    |
| 50 000 libras  | Azul               |                    |                    |
| 100 000 libras | Azul/Verde         |                    |                    |